# Kiến Thành, Chợ Mới (An Giang)
Kiến Thành là một xã thuộc huyện Chợ Mới, tỉnh An Giang, Việt Nam.

## Địa lý
Kiến Thành là một phần nằm trong Cù lao Ông Chưởng (gồm 5 xã: Kiến An, Kiến Thành, Mỹ Hội Đông, Nhơn Mỹ, Long Giang). Xã Kiến Thành có vị trí địa lý:
- Phía đông giáp xã Long Điền B
- Phía tây giáp xã Kiến An và xã Mỹ Hội Đông
- Phía nam giáp xã Long Giang và xã Nhơn Mỹ
- Phía bắc giáp thị trấn Chợ Mới và xã Long Điền B.

Xã Kiến Thành có diện tích 22,68 km², dân số năm 2019 là 17.279 người, mật độ dân số đạt 762 người/km².

## Hành chính
Xã Kiến Thành được chia thành 8 ấp: Kiến Thuận I, Kiến Thuận II, Kiến Hưng I, Kiến Hưng II, Kiến Qưới I, Kiến Qưới II, Phú Hạ I, Phú Hạ II.
Trụ sở UBND, HĐND xã tại ấp Kiến Thuận II gần chợ Cái Xoài.

## Kinh tế - xã hội

### Kinh tế
Phần lớn, người dân xã hoạt động kinh tế chủ yếu là sản xuất nông nghiệp là trồng lúa, chăn nuôi bò, nuôi cá,..., trồng cây ăn quả và hoa màu, tiểu thủ công nghiệp,... Ngoài ra, một số lao động khác nhất là người trẻ làm việc tại các Khu công nghiệp, công ty, xí nghiệp ở trong và ngoài xã ở khu công nghiệp Bình Hoà, huyện Châu Thành và các công ty tại thành phố Long Xuyên,....
Hiện nay, mô hình nuôi lươn không bùn cho hiệu quả kinh tế cao đang được nhân rộng ra khởi điểm tại ấp Phú Hạ II. Mô hình chuyển đổi đất canh tác lúa kém hiệu quả sang trồng các loại cây ăn trái và hoa màu cũng mang lại hiệu quả tích cực. Đời sống người dân ngày một nâng cao.
Thu nhập bình quân đầu người năm 2016 đạt 35 triệu đồng/người/năm.

### Xã hội

#### Giáo dục
Xã Kiến Thành có hai cấp học chính: Tiểu học và Trung học cơ sở, không kể trường Mẫu giáo gồm: 
- Trường TH A, B, C, D và Đ đã sáp nhập vào Tiểu học A Kiến Thành
- Trường THCS Kiến Thành sau này đổi thành trường THCS Lê Tín Đôn.

#### Chợ
Xã Kiến Thành hiện có 3 chợ lớn không kể các điểm họp chợ nhỏ, chợ chiều: 
- Chợ Cái Xoài (Cả Xoài hoặc Cả Xài)
- Chợ Mương Lớn
- Chợ khu dân cư xã Kiến Thành (chợ Đầu Kinh hay còn được gọi là Cầu Kinh).

## Nông thôn mới
Ngày 27 tháng 10 năm 2017, UBND tỉnh An Giang đã công nhận xã Kiến Thành đạt chuẩn xã nông thôn mới năm 2016.

## Giao thông

### Cơ sở hạ tầng
Xã đã cơ bản lộ giới các con đường bằng nhựa, pê-tông, đá,...
Các con đường lớn bao gồm: Đường liên xã, Mương Lớn, Cái Xoài, Kinh Năm, Kinh Xáng - Cà Mau (nhỏ),...